# ماثيو هدسون سميث
ماثيو هدسون سميث (بالإنجليزية: Matthew Hudson-Smith) هو عداء بريطاني متخصص في سباق 400 متر. سبق أن فاز بالميدالية الذهبية في بطولة أوروبا لألعاب القوى ودورة ألعاب الكومنولث.

## الميداليات
| الميدالية | المسابقة                       |
| --------- | ------------------------------ |
| ذهبية     | دورة ألعاب الكومنولث 2014      |
| ذهبية     | بطولة أوروبا لألعاب القوى 2014 |
| فضية      | بطولة أوروبا لألعاب القوى 2014 |

## روابط خارجية
- ماثيو هدسون سميث على موقع الاتحاد الدولي لألعاب القوى (الإنجليزية)
- ماثيو هدسون سميث على موقع الاتحاد البريطاني لألعاب القوى (الإنجليزية)
- ماثيو هدسون سميث على موقع ThePowerOf10.info (الإنجليزية)
- ماثيو هدسون سميث على موقع الدوري الماسي (الإنجليزية)
- ماثيو هدسون سميث على موقع اللجنة الأولمبية الدولية (الإنجليزية)
- ماثيو هدسون سميث على موقع أوليمبيديا (الإنجليزية)
- ماثيو هدسون سميث على موقع اللجنة الأولمبية البريطانية (الإنجليزية)
- ماثيو هدسون سميث على موقع اتحاد ألعاب الكومنولث (مؤرشف) (الإنجليزية)